# Vidalia buloloae
Vidalia buloloae är en tvåvingeart som först beskrevs av Malloch 1939.  Vidalia buloloae ingår i släktet Vidalia och familjen borrflugor. Inga underarter finns listade i Catalogue of Life.